# РК Јединство Бијело Поље
Рукометни клуб Јединство, црногорски је рукометни клуб из Бијелог Поља, који се такмичи у Другој лиги Црне Горе. Једном је освојио завршио на трећем мјесту у Првој лиги Црне Горе и учествовао је у ЕХФ Челенџ купу, док је једном освојио Другу лигу Црне Горе.
Основан је 1964. године, угашен је 1990, а поново је покренут 2013, када је почео такмичење у Другој лиги. У сезони 2016/17. клуб је освојио Другу лигу и пласирао се у Прву лигу, док је у сезони 2017/18. завршио на трећем мјесту. Ловћен и Партизан су одустали од наступа у европским такмичењима због финансијских проблема и Јединство је играло у ЕХФ челенџ купу, гдје је изгубила од Каунаса. У сезони 2020/21. Јединство је изгубило у баражу од Будућности и требало је да испадне у Другу лигу, али је Рукометни савез Црне Горе одлучио да прошири лигу и Јединство је опстало у Првој лиги.

## Успјеси
| Такмичење                | Такмичење                | Број                     | Година                   |                          |                          |
| Национално првенство - 0 | Национално првенство - 0 | Национално првенство - 0 | Национално првенство - 0 | Национално првенство - 0 | Национално првенство - 0 |
| ------------------------ | ------------------------ | ------------------------ | ------------------------ | ------------------------ | ------------------------ |
| Првенство Црне Горе      | Првак                    | —                        |                          |                          |                          |
| Првенство Црне Горе      | Други                    | —                        |                          |                          |                          |
| Национални куп - 0       |                          |                          |                          |                          |                          |
| Куп Црне Горе            | Побједник                | —                        |                          |                          |                          |
| Куп Црне Горе            | Финалиста                | —                        |                          |                          |                          |

## Учешће у европским такмичењима
Јединство је једном учествовала у европским такмичењима, у ЕХФ челенџ купу.
| Сезона   | Такмичење      | Коло       | Клуб   | Прва утакмица | Друга утакмица | Укупни резултат |
| -------- | -------------- | ---------- | ------ | ------------- | -------------- | --------------- |
|          |                |            |        |               |                |                 |
| 2007/08. | ЕХФ челенџ куп | Треће коло | Каунас | 22:37         | 24:36          | 46:73           |